# Мала Маньківка
Мала́ Манькі́вка (кол. Монастирок, Маньківочка) — село в Україні, у Маньківській селищній громаді Уманського району Черкаської області. Розташоване на лівому березі річки Кищиха (притока Гірського Тікичу) за 8,5 км на північний схід від селища Маньківка. Населення становить 195 осіб.

## Історія
На землях села виявлено сліди трипільської культури, поселення білогрудівської, чорноліської, зарубинецької та черняхівської археологічних культур. 

В історичних джерелах село значиться з 1650 року і то як Монастирок (тому, що діяв Троїцький монастир), то як Маньківочка (можливо, від назви однойменної річки, чи від того, що першими поселенцями тут були родини з містечка Маньківки). Землі й поселення належали польському землевласникові Франциску Селезію Потоцькому, який у своїх маєтках викорінював православ'я. На Уманщині, зокрема на Маньківщині, було близько 100 греко-католицьких церков. В Акті Уманського василіянського монастиря закарбовано таку подію: 
|  | Франциск Салезий Потоцкий с женою своєю Анною Потоцкою ввел базилианов в свой наследственный город Умань и фундацией, 1 февраля 1766 года подарил им в вечное владение деревню Маньковку, называемую «Монастырком». |

Цей Потоцький відвів значну ділянку землі, монастиреві, яким у 70-х роках XVII століття керував отець Іполіт Куничний, заклав церковно-приходську шестикласну школу для навчання дітей шляхти. У монастирі було 14 ченців-викладачів і 400 учнів. Ігуменом монастиря став Іраклій Костецький, відомий поборник впровадження греко-католицизму на Правобережній Україні.

Письменник Павло Алеппський, мандруючи краєм із патріархом Макарієм, занотував про Монастирок такий історичний факт:
|  | В зтом селений находился монастир, у нем служил иноконом Гедеон, у мире Юрий Хмельниченко — сын Богдана. |

Це стверджує у своїх «Сказаниях…» і Лаврентій Похилевич: 
|  | В селений этом существовал монастьгрь небольшой, с деревяными кельями и церковью. Первоначально он был православний и существовал уже в XVII столетии и в нем некоторое время пребывал в числе монахов Гедеон, у мире Юрий Хмельницкий, сын Богдана. В последствии монастырь зтот, завися от Уманского, был обращен в униатский, и упразднен в 1832 году, но церковь монастырская обращена в православную приходскую для жителей Монастырки еще в 1795 году. Самое сельцо Монастырок принадлежало первоначально базилянам. |

У 1900 році в селі було 93 двори: кількість мешканців: чоловіків — 233, жінок — 232. На той час тут діяли церква та два млини.
У 1905 році село Мала Маньківочка відносилося до Маньківської волості Уманського повіту Київської губернії, у землекористуванні населення знаходилося 477 десятин; на той час у селі було 105 дворів.
132 мешканці села воювали на фронтах Другої світової війни, з них 58 нагороджені орденами і медалями, 68 загинули. В 1953 році на братській могилі споруджено пам'ятник.

## Галерея

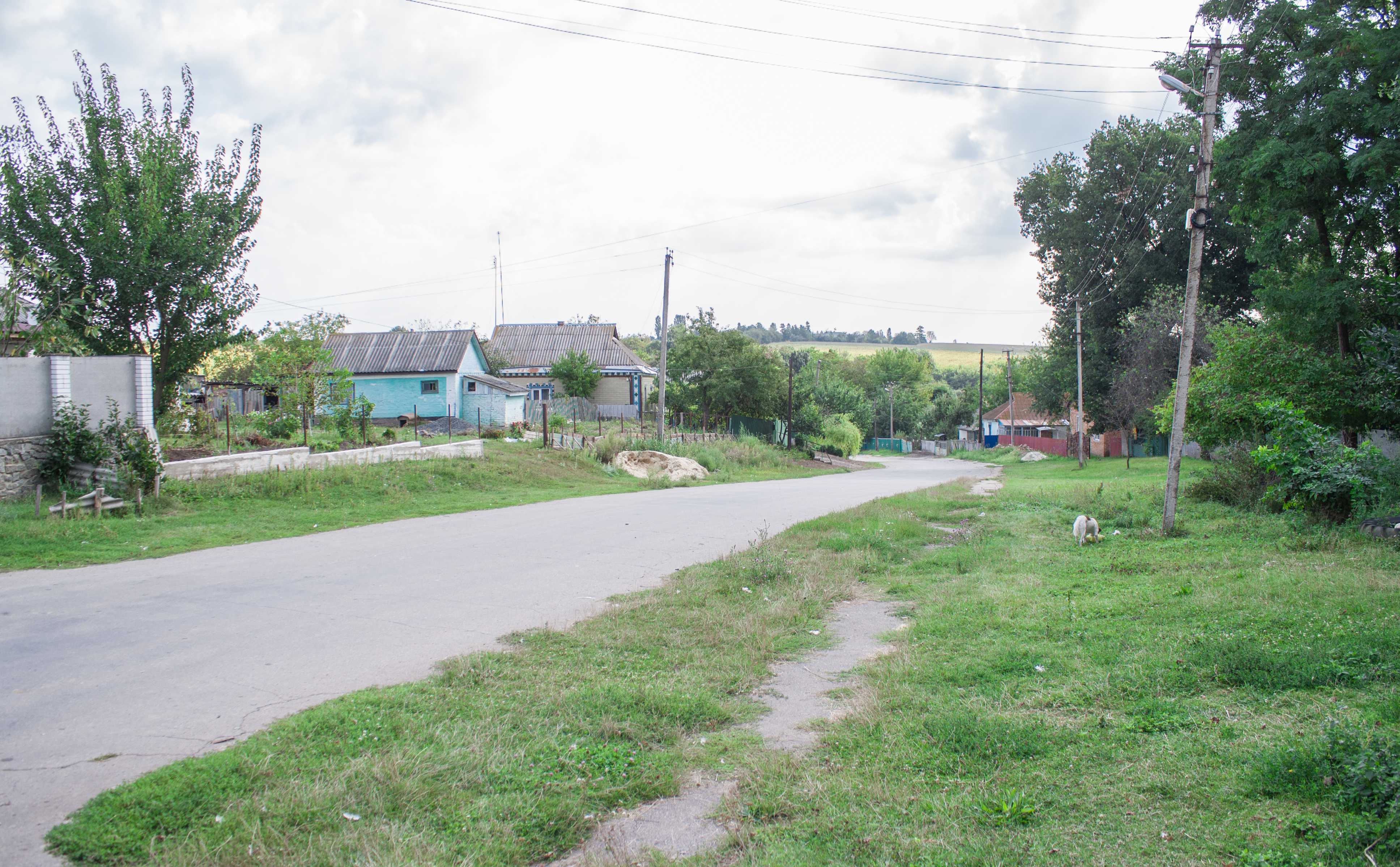
Вулиця Ватутіна
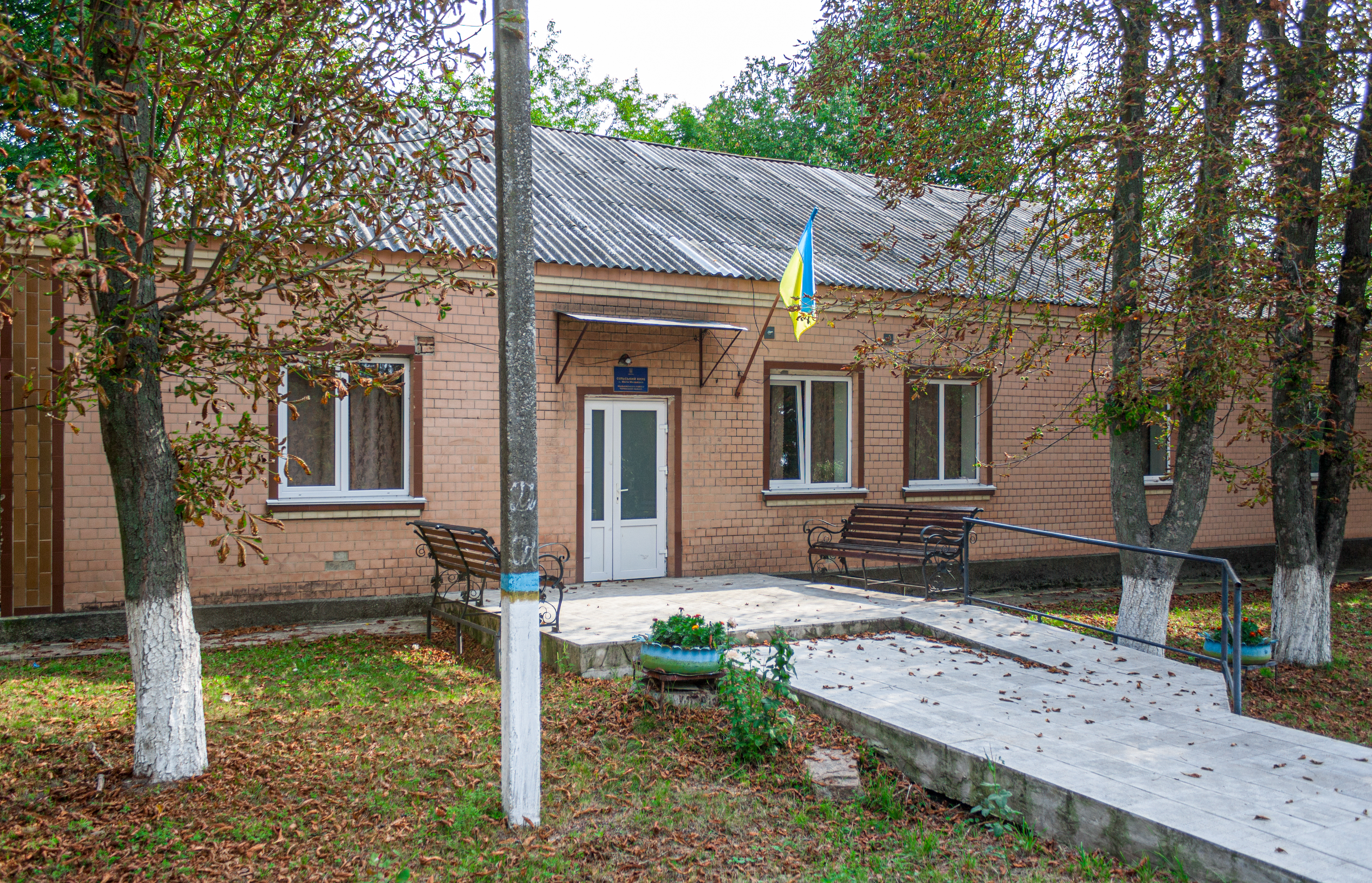
Клуб
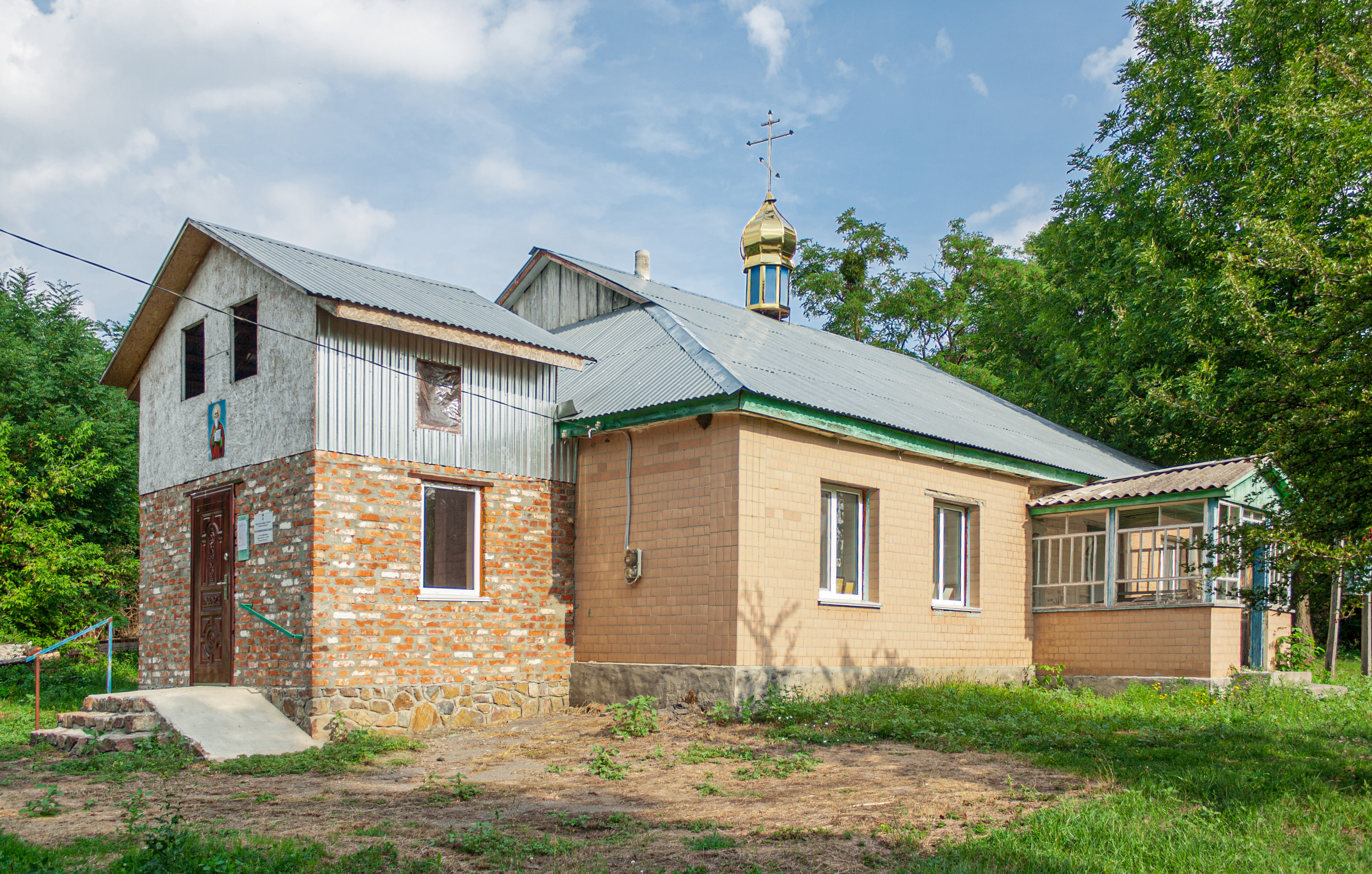
Церква
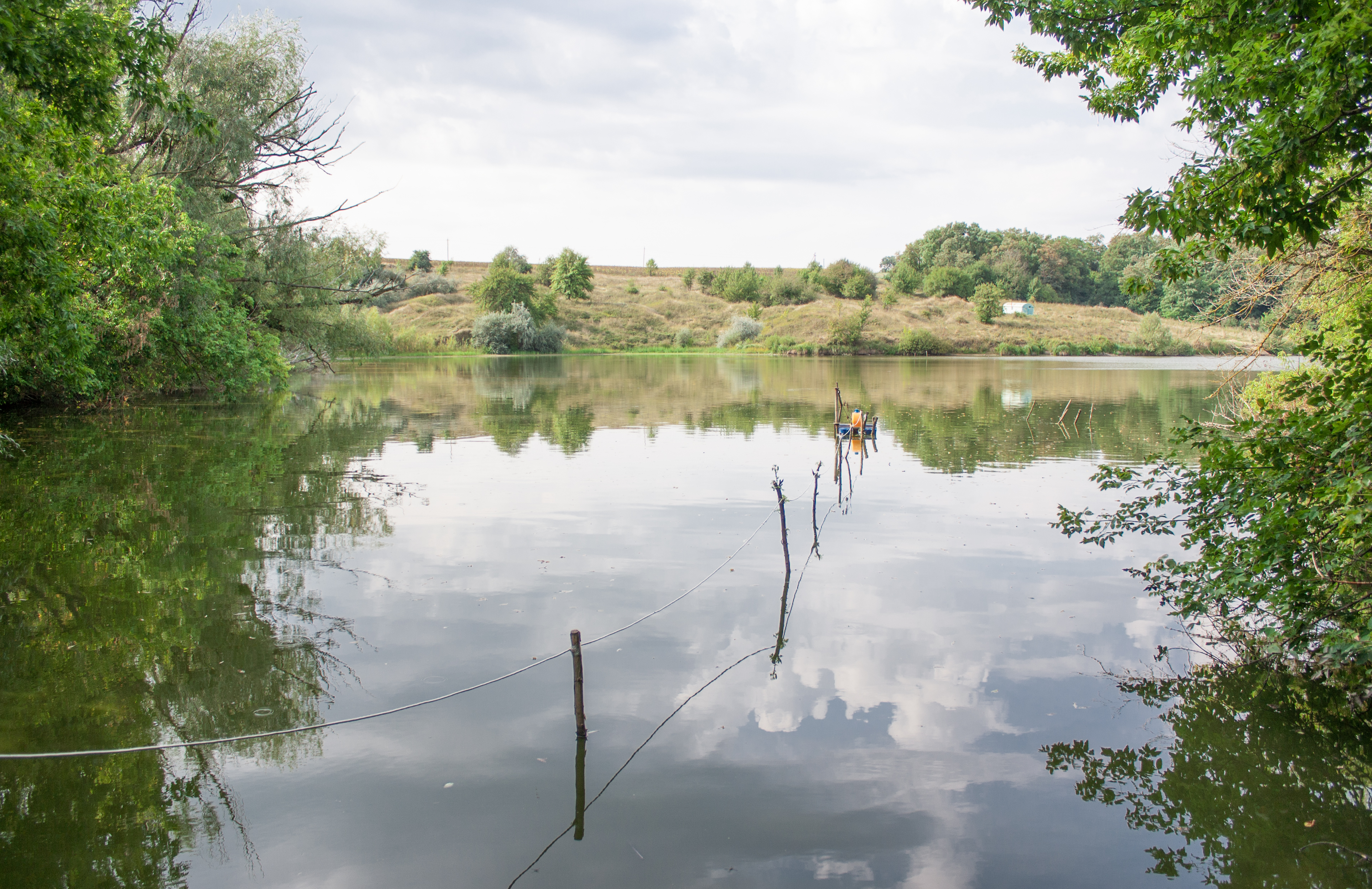
Ставок на річці Кищиха
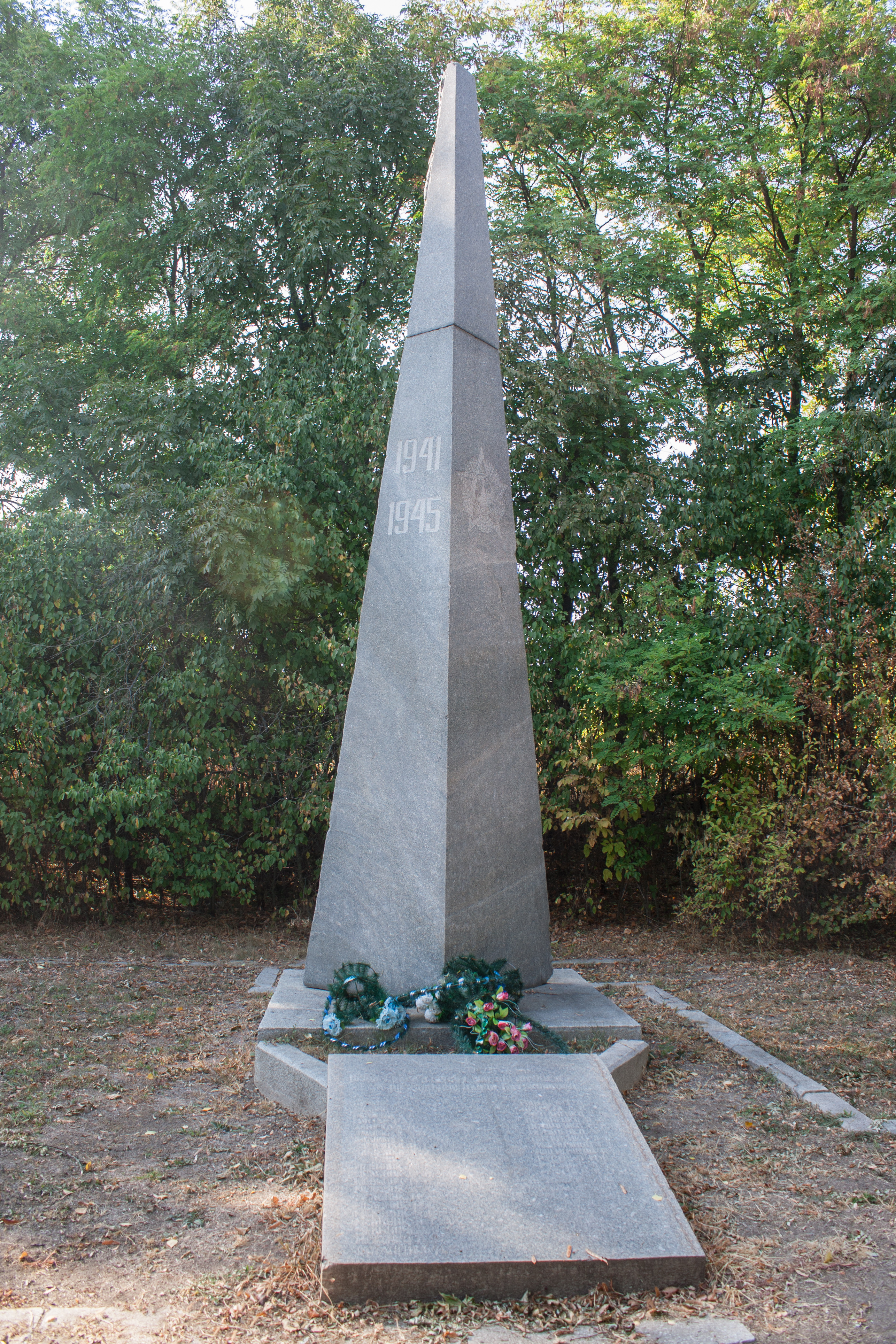
Пам’ятник воїнам-односельцям
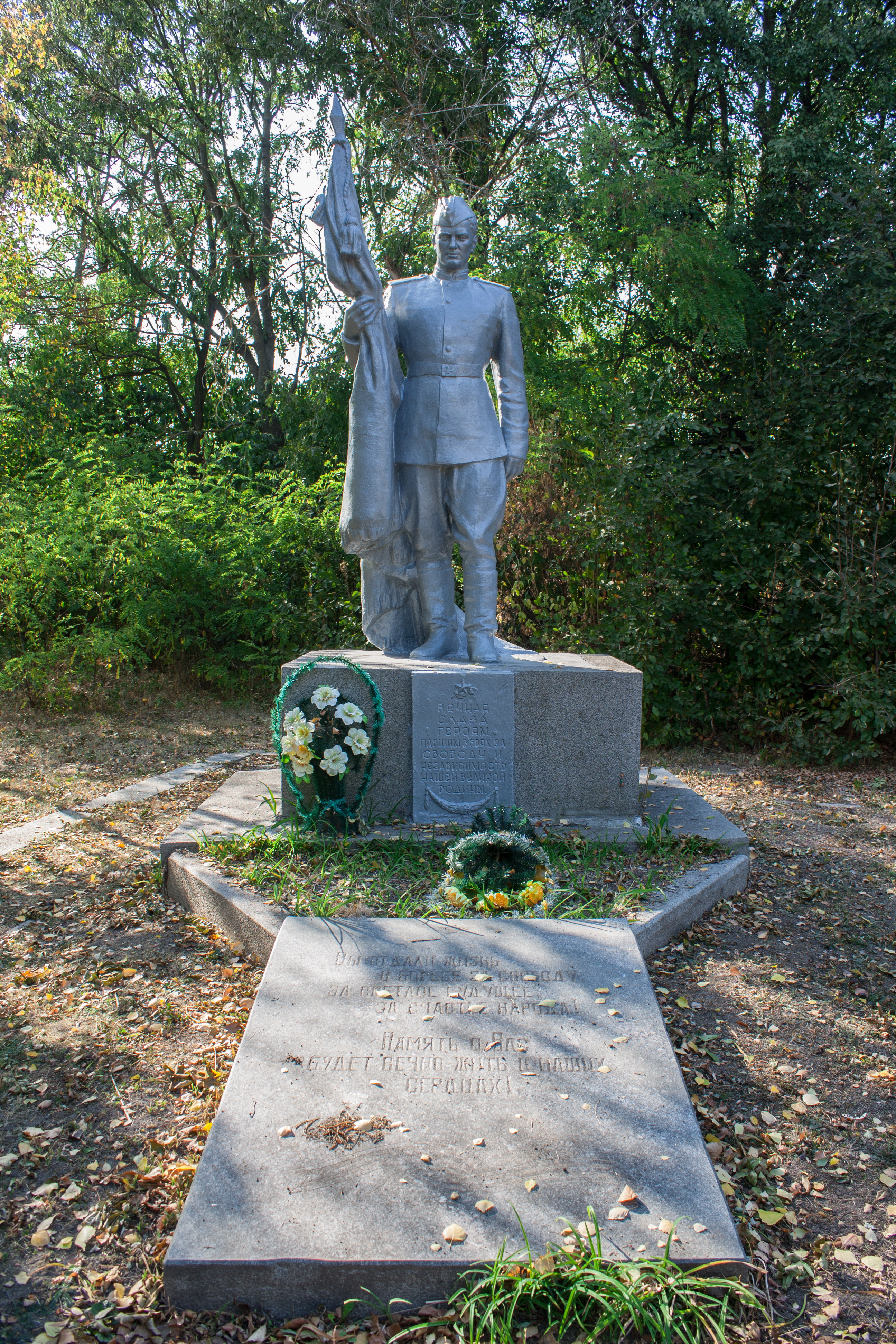
Братська могила радянських воїнів
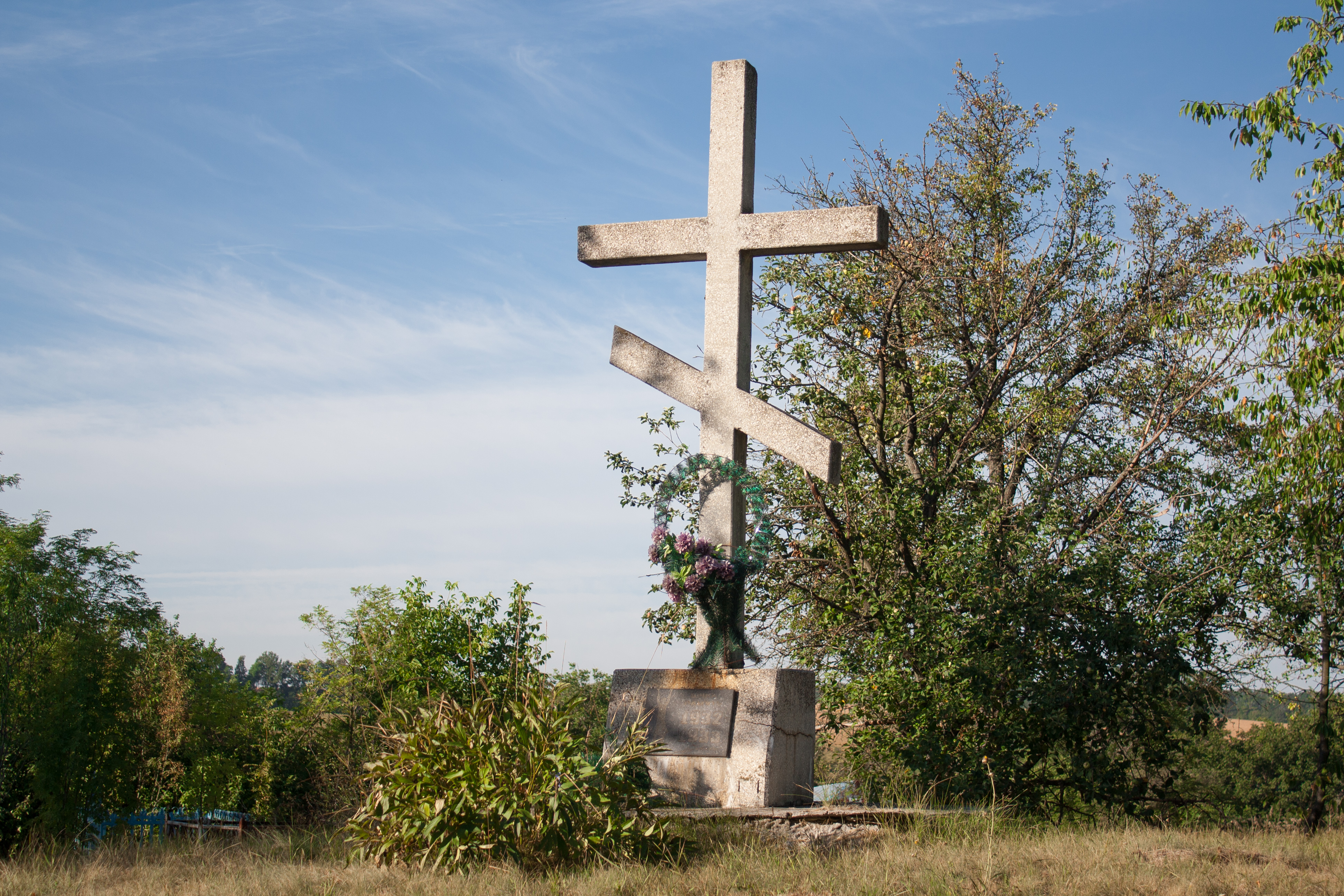
Пам’ятний знак жертвам Голодомору